# 赫拉克勒斯神庙 (安曼)

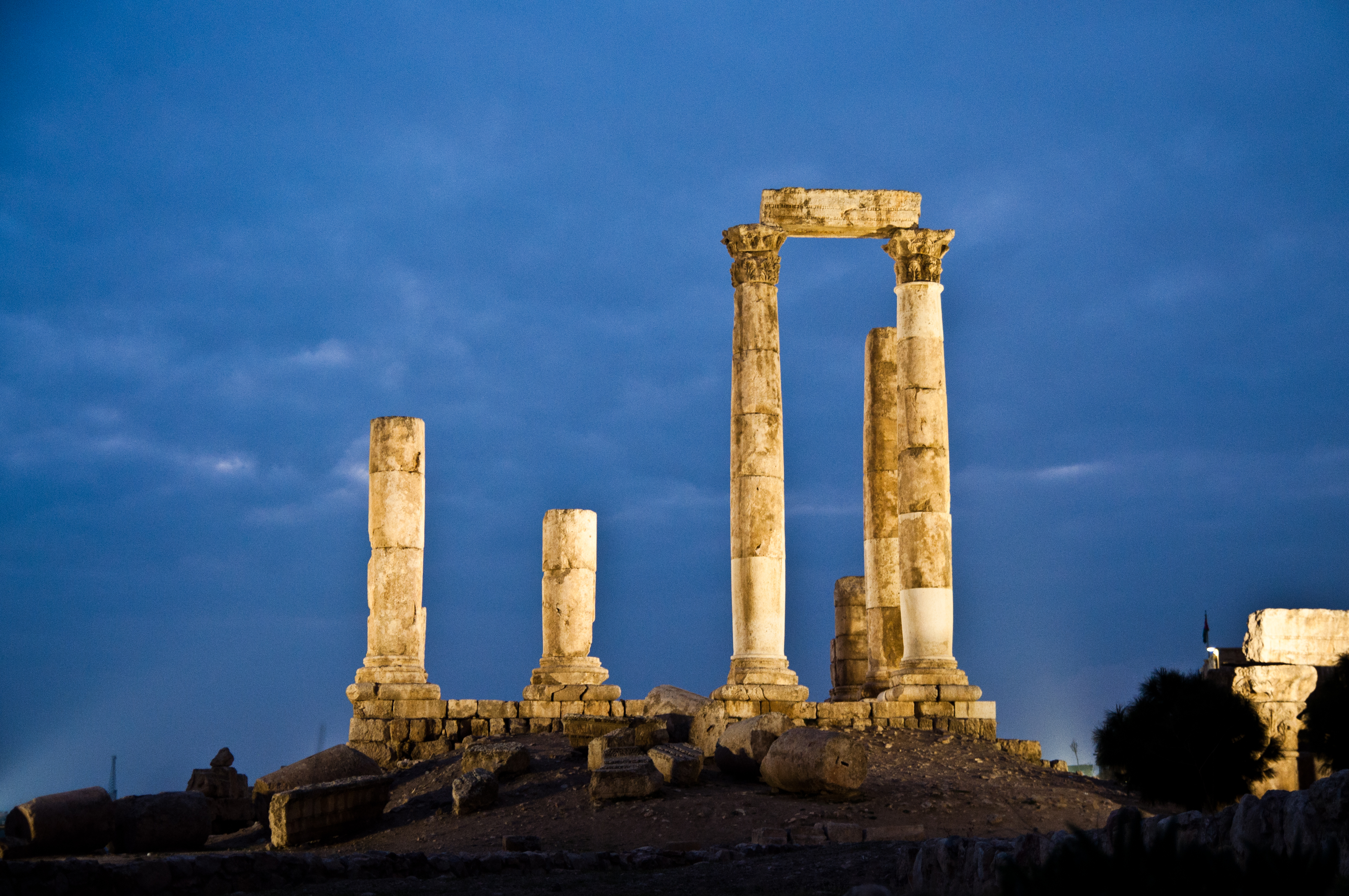
安曼城堡的赫拉克勒斯神庙

赫拉克勒斯神庙是位于约旦首都安曼的一处遗址，它被认为是安曼城堡中最重要的罗马建筑。根据铭文，这座神庙是在杰米尼乌斯·马西亚努斯担任阿拉伯省总督时（公元162-166年）建造的，与安曼的罗马剧院处于同一时期。

## 描述

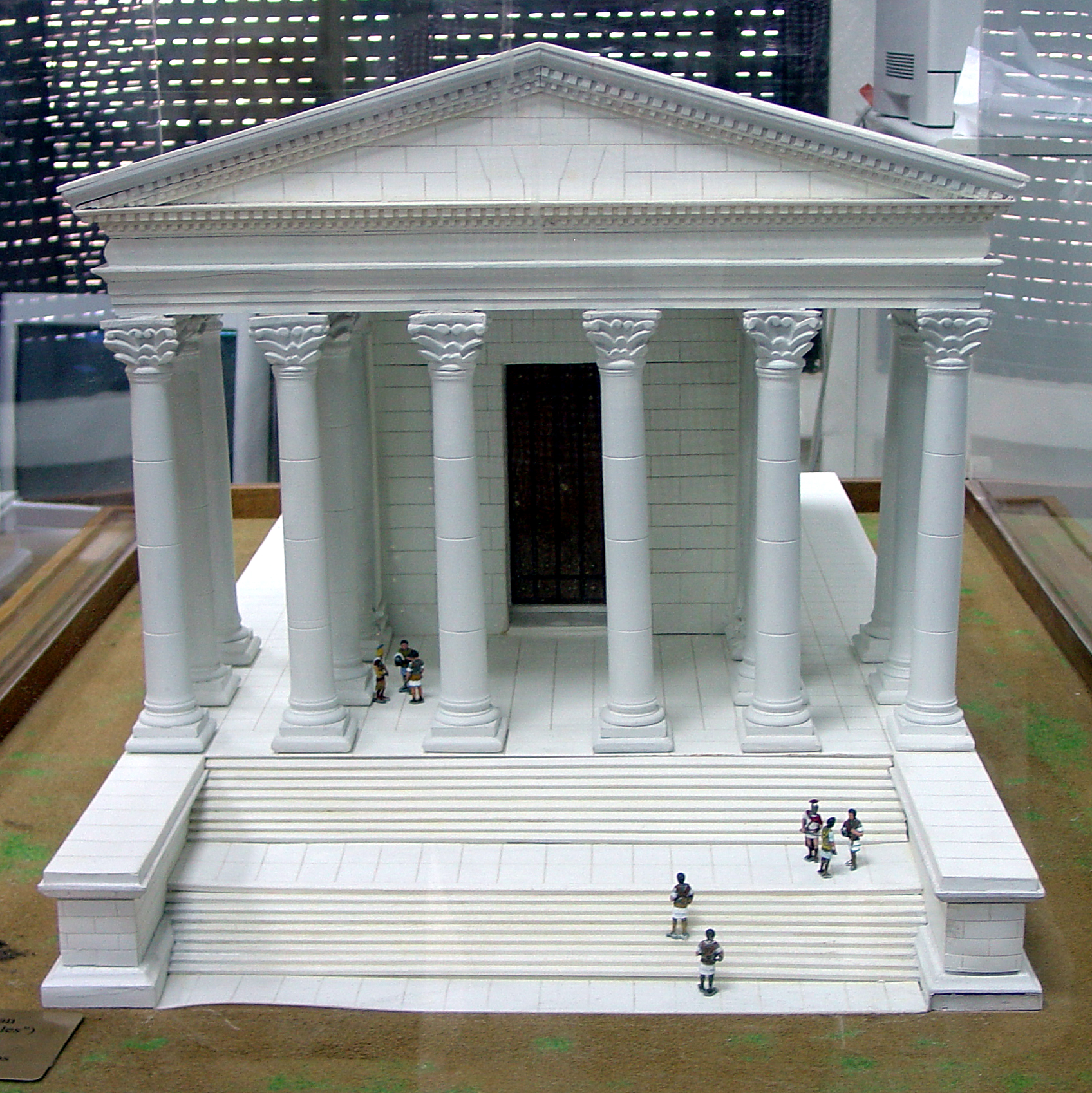
神庙复原图

神庙长约30米，宽约24米，另外还有一个长约121米，宽约72米的外空间。神庙门廊有六根10米高的柱子。由于在神庙遗址处没有发现任何柱子的遗迹，考古学家推测这座神庙可能最终都没有完工，其中的大理石被用来修建附近的拜占庭教堂了。

## 赫拉克勒斯巨像

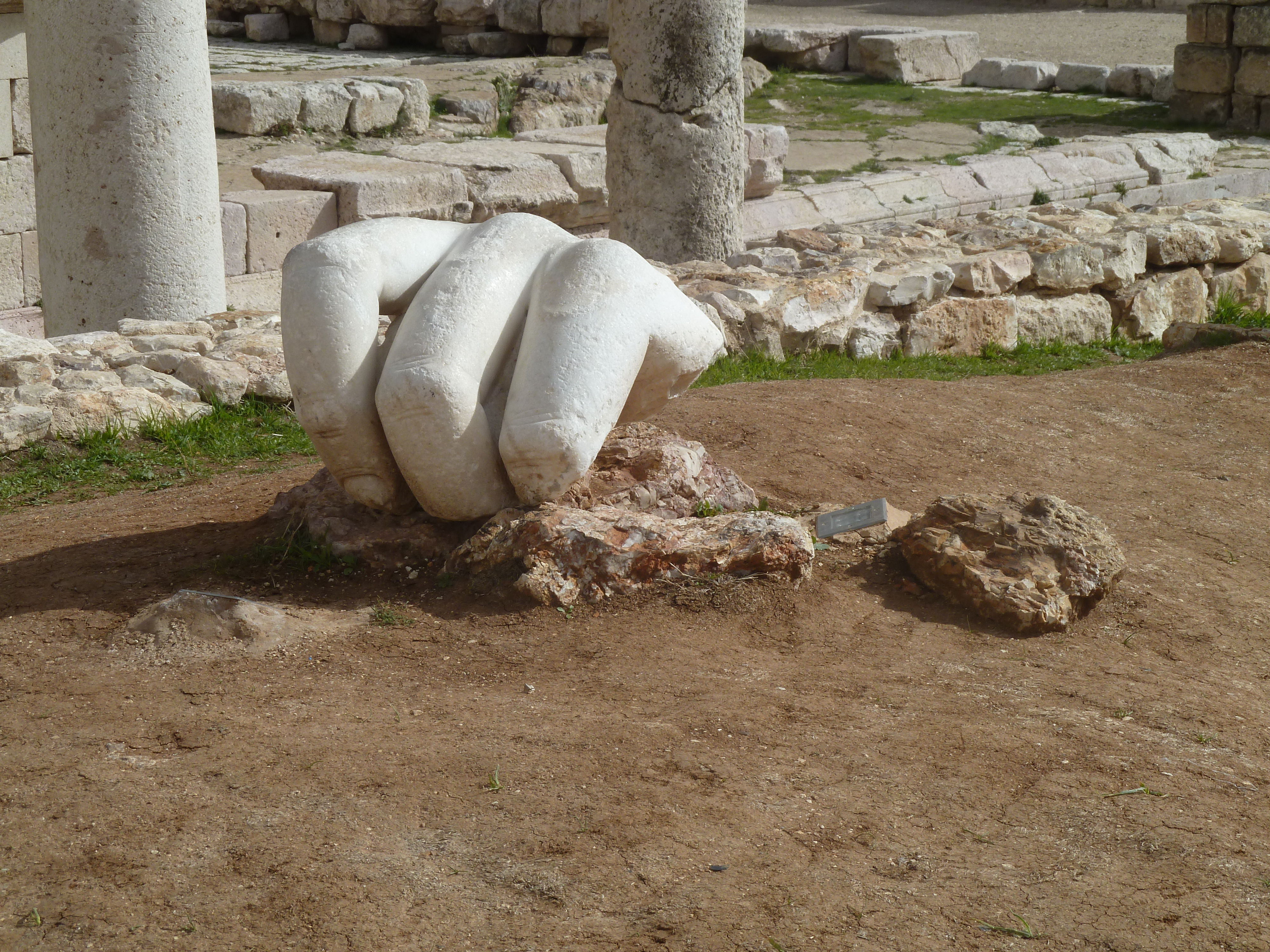
赫拉克勒斯巨像的三根手指

神庙遗址处还残留有一尊巨像的碎片，这尊巨像被考古学家们认为是赫拉克勒斯。巨像刚建成时估计高达12米，然而，一次地震可能彻底摧毁了它，现在的遗址处只剩下三根手指和一个肘部。

## 其他相关
- 古罗马神庙列表